# 건즈 앤 로지스
건즈 앤 로지스(영어: Guns N' Roses)는 1985년 결성된 미국의 하드 록 밴드이다.
1987년의 1집 앨범 《Appetite for Destruction》과 1988년 《G N' R Lies》, 그리고 1991년에 발표된 더블 앨범 《Use Your Illusion I》과 《Use Your Illusion II》는 전 세계적으로 많은 인기를 끌었다.
국가별 판매량 인증 합산에 따르면 건즈 앤 로지스는 세계적으로 통산 6670만 장의 음반을 판매한 것으로 집계되었으며, 비공식 기록까지 합산한 추정 판매량은 1억 장에 이른다.

## 결성 및 활동
1987년 데뷔 앨범 《Appetite for Destruction》 발매를 시작으로, 세 번째 싱글인 〈Sweet Child o' Mine〉은 빌보드 싱글 차트(Hot 100) 1위에 오르며 미국에서만 4백만 장 이상이 판매됐고, 〈Welcome to the Jungle〉과 〈Paradise City〉 역시 싱글 차트 10위권 안에 머무르며 꾸준히 판매됐다.
이들의 데뷔 앨범 《Appetite for Destruction》은 현재까지도 미국에서만 1,800만 장 이상(전 세계 약 3천만 장)이 판매되어 역대 하드 록, 헤비메탈 밴드로서는 가장 높은 판매고를 기록한 앨범 중 하나로 기록되고 있으며, 80년대를 대변하는 하드 록 앨범으로 인정받고 있다.
이어 발표한 《G N' R Lies》는 이들의 데뷔 초 EP인 《Live ?!*@ Like a Suicide》 4곡과 어쿠스틱 기타 연주로 녹음한 트랙 4개를 포함하여 알려진 음악성의 명맥을 이어가는 역할을 하였고 5백만 장 이상 판매되면서 데뷔 앨범과 함께 빌보드 앨범 차트 5위권 안에 동시에 보이면서 많은 인기를 증명했다. 또한 앨범의 마지막 곡 〈One in a Million〉은 미국의 상업 언론을 통해 논란이 될 만한 가사로 화두되어 전 세계적인 가십거리가 되었다.
밴드는 1990년부터 새로운 앨범 제작을 서서히 준비하기 시작했는데 밴드의 첫 드러머였던 스티븐 애들러(Steven Adler)가 약물 복용으로 해고되고, '컬트(The Cult)' 출신의 드러머 맷 소럼(Matt Sorum)이 새로 들어와 대부분의 트랙을 자신이 연주하고 녹음하였다고 한다. 또한 피아노, 키보드, 하모니카 연주자인 디지 리드(Dizzy Reed)가 참여하기 시작했다. 이 새 앨범의 판매 일정은 한동안 연기되기도 했는데, 1990년 Farm Aid 라이브 연주를 통해 신곡 〈Civil War, 남북 전쟁〉가 처음 알려졌고, 그 공연은 스티븐 애들러가 참여한 마지막 공연이 되었다.
《Use Your Illusion II》의 첫 트랙 〈Civil War〉는 해고된 스티븐 애들러가 연주한 것으로 수록되어 있다. 또한 영화배우 톰 크루즈(Tom Cruise), 니콜 키드먼(Nicole Kidman)이 출연했으나 흥행은 저조했던 자동차 경주 영화 《Days of Thunder》의 OST에는 〈Knockin' on Heaven's Door, 천국의 문을 두드리며〉가 들어 있다. 이어 다음 해인 1991년 여름, 앨범 발매를 앞둔 시기에 제임스 캐머런(James Cameron) 감독의 대작 《터미네이터 2: 심판의 날(Terminator 2: Judgment Day)》이 스크린에 오르며 신작에 수록될 〈You Could Be Mine, 넌 내 것이 될 수 있었지〉이 영화와 영화 음악 앨범에 수록되었고 첫 싱글로도 발매되었다. 이 곡의 뮤직비디오에서는 아널드 슈워제네거(Arnold Schwarzenegger)가 미국으로의 망명 후 처음으로 자본주의 음악 활동 형태를 건즈 앤 로지스를 예를 들어 긍정하며 출연하기도 했다.
《Use Your Illusion》은 놀랍게도 각각 76분이 넘는 CD 2장, LP 4장에 러닝 타임은 150분이 넘는 초대작임에도 불구하고 두 장의 앨범은 발매가 되자마자 동시에 앨범 차트 1, 2위를 석권하는 기염을 토하며 건즈 앤 로지스의 폭발적인 인기를 실감하게 했다. 앨범에는 〈Perfect Crime〉, 〈November Rain〉, 〈Dead Horse〉, 〈Breakdown〉, 〈Locomotive (Complicity)〉, 〈Estranged〉 등을 포함하여 〈Coma〉와 같이 10분이 넘는 긴 곡이 있다.
하지만 1991년 말 잘되고만 있던 상업 활동에도 불구하고 밴드의 리듬 기타리스트이자 작곡가인 이지 스트라들린(Izzy Stradlin)이 그만두게 된다. 이후 그를 대신해 LA에서 활동 중이던 기타리스트 길비 클라크(Gilby Clarke)가 가입해 월드 투어 및 뮤직비디오 등에 참여한다.
1993년 Use Your Illusion 월드 투어를 마친 후 제작한 마지막 스튜디오 앨범 《The Spaghetti Incident?》는 오리지널 멤버들이 참여한 마지막 앨범으로, 수록곡들은 New York Dolls, UK Subs, Iggy & Stooges, Sex Pistols (Steve Jones), Soundgarden, Fear 등 이들이 좋아하는 밴드들의 곡들을 커버한 것이다. 이후 슬래시(Slash), 더프 맥케이건(Duff McKagan), 길비 클라크 등 밴드의 멤버들은 각자 솔로 음반을 발표하거나 프로젝트 밴드를 만들어 활동하는 등 높은 수익을 올렸으나, 결국 팀의 리더인 액슬 로즈(W. Axl Rose)와 다른 멤버들 사이의 견해 차이와 불화로 인해 모든 오리지널 멤버들이 탈퇴 또는 해고되었다. 90년대 후반부터 키보디스트 디지 리드를 제외하고 모두 새로운 멤버들로 재구성하여 새 앨범의 제작 준비를 시작했다. 새로운 라인업으로 제작한 첫 번째 곡은 1999년 영화 《End of Days》에 수록된 〈Oh My God〉이었다. 이 곡에는 나인 인치 네일스(Nine Inch Nails) 출신의 기타리스트 로빈 핑크(Robin Finck)를 비롯해 새로운 멤버들로 구성되었고, 데이브 나바로(Dave Navarro)가 참여하기도 했다. 또한 더블 라이브 앨범 《Live Era '87-'93》을 발표하여 새 앨범 제작에 필요한 자본 확충에 그 노력을 다했다. 이후 사정이 풀리면서 2000년대 초반 이후 Rock in Rio 등의 대규모 공연에 참여하고 단독 콘서트를 간간히 개최하며 수익을 올리며 활동하였고, 다음 앨범 《Chinese Democracy》의 발매는 계속해서 지연되다가 마침내 2008년 11월 23일, 15년간의 준비 끝에 발매되었다. 리드 기타리스트였던 로빈 핑크와 버킷헤드(Buckethead)가 밴드를 탈퇴한 이후엔, DJ 애슈바(DJ Ashba)를 영입하여 현재 함께 활동 중이다.
2011년 10월경 전 세계 음악계 업계 종사자들의 최고 명예로 손꼽히는 로큰롤 명예의 전당 2012년 헌액 후보에 포함되었으며, 2011년 12월에 비스티 보이즈(Beastie Boys), 레드 핫 칠리 페퍼스(Red Hot Chili Peppers) 등과 함께 헌액이 확정되었다.

## 음반 목록
- Live ?!*@ Like a Suicide (EP) (1986년)
- Appetite for Destruction (1987년)
- G N' R Lies (1988년)
- Use Your Illusion I (1991년)
- Use Your Illusion II (1991년)
- "The Spaghetti Incident?" (1993년)
- Live Era '87-'93 (1999년)
- Greatest Hits (2004년)
- Chinese Democracy (2008년)